# Hesperantha brevicaulis
Hesperantha brevicaulis är en irisväxtart som först beskrevs av John Gilbert Baker, och fick sitt nu gällande namn av Gwendoline Joyce Lewis. Hesperantha brevicaulis ingår i släktet Hesperantha och familjen irisväxter. Inga underarter finns listade i Catalogue of Life.